# Hearts of Iron II
Pour les articles homonymes, voir HOI.
Suite de Hearts of Iron, Hearts of Iron II (souvent abrégé en HOI 2) est un jeu vidéo de grande stratégie distribué par Nobilis en janvier 2005 et développé par Paradox Development Studio, qui a pour thème la Seconde Guerre mondiale.
Tout en évitant d'aborder certains points de l'histoire (Shoah, etc.), Hearts of Iron II permet de prendre le contrôle d'une nation parmi celles qui existaient durant la Seconde Guerre mondiale. Développé par la société ayant conçu la série des Europa Universalis mais également des titres comme Victoria: An Empire Under the Sun ou Crusader Kings, ce jeu reprend certains éléments de ces jeux (style de carte, script des événements...).

## Le jeu
Le jeu se joue sur une carte mondiale en 2D, subdivisée en territoires disposant de diverses caractéristiques (ports, aéroports, fortifications, production, infrastructures...). Ces territoires peuvent contenir 3 types de troupes différentes correspondant aux 3 corps d'armée: Armée de l'air, Armée de terre et Marine. Le jeu prend en compte la création de ces armées ainsi que la recherche technologique, l'expérience des troupes, la diplomatie et la gestion des ressources.
Il existe 3 alliances majeures: les Alliés, l'Axe et le Komintern. Le vainqueur est celle qui à la fin de la partie contrôle le plus de zones stratégiques.

## Scénarios
Hearts of Iron II est un STR (Stratégie en Temps Réel - ou RTS: Real Time Strategy) comportant 4 scénarios principaux :
- janvier 1936
- septembre 1939 (Attaque allemande de la Pologne)
- juin 1941 (Attaque allemande de l'URSS)
- juin 1944 (Après le débarquement de Normandie)

Ces quatre scénarios se terminent fin 1947.
Mais il existe 16 autres scénarios secondaires se déroulant sur une période donnée et sur partie réduite du monde comme le débarquement en Normandie ou la Bataille de la mer de Corail. Dans ces scénarios (sauf exceptions), le joueur ne peut pas créer de troupes, développer des technologies ou faire des accords diplomatiques.
Durant la partie le joueur peut incarner la quasi-totalité des pays existants à cette époque. Bien que la réalité historique soit retranscrite le mieux possible, certains pays comme la France ont vu leur puissance militaire réduite pour simuler la déficience du commandement militaire français de l'époque.
Interface du jeu : 2D, vue type jeu de plateau où l'on peut voir l'ensemble de la carte mondiale.

## Extensions
Deux extensions sont sorties pour ce jeu, Doomsday en premier lieu (sortie en avril 2006), puis une deuxième extension plus modeste (appelée intentionnellement en anglais "booster pack" plutôt que "add-on") à utiliser avec la première, dont le nom est Armageddon (sortie en mars 2007).

## Mods
Bien que le jeu ne se soit pas énormément vendu, de nombreux mods viennent ajouter de la durée de vie au jeu, qu'ils soient anglophones comme le mod 1914 (qui reprend la 1re guerre mondiale), germanophones, hispanophones (comme le mod 34 où le jeu démarre en 1934 au lieu de 1936 et couvre plus la guerre civile Espagnole), ou francophones comme le mod 33 (qui démarre en 1933 au lieu de 1936, et permet de faire plusieurs alternatives historiques tels le retour du Tsar, ou de l'Autriche-Hongrie, ou alors l'union de la Scandinavie tout en passant par les communistes qui prennent le pouvoir en Allemagne à la place des nazis).
Le mod World in Flames offre enfin une intelligence artificielle bien plus coriace que dans la version originale.

## Accueil
| Hearts of Iron II     |      |       |
| Média                 | Pays | Notes |
| Canard PC             | FR   | 8/10  |
| Computer Gaming World | US   | 2.5/5 |
| GameSpot              | US   | 83 %  |
| Jeuxvideo.com         | FR   | 16/20 |
| Joystick              | FR   | 6/10  |